# Primary Metropolitan Statistical Areas
Les Primary Metropolitan Statistical Areas ("Zones de Statistiques Métropolitaines Primaires") sont des régions urbaines définies par le Bureau du Recensement des États-Unis : elles correspondent à un comté ou à un ensemble de comtés qui possèdent d'importants liens économiques et sociaux ; elles font partie d'une aire métropolitaine de plus d'un million d'habitants ou Combined Metropolitan Statistical Areas.
Le nom de la PMSA peut contenir jusqu'à trois noms de villes ou de comté, rangé dans l'ordre décroissant de leur importance démographique : par exemple la PMSA de Philadelphie–Camden–Wilmington rassemble trois villes de trois comtés différents, dont la plus peuplée est Philadelphie.